# The Lost Gardens of Heligan

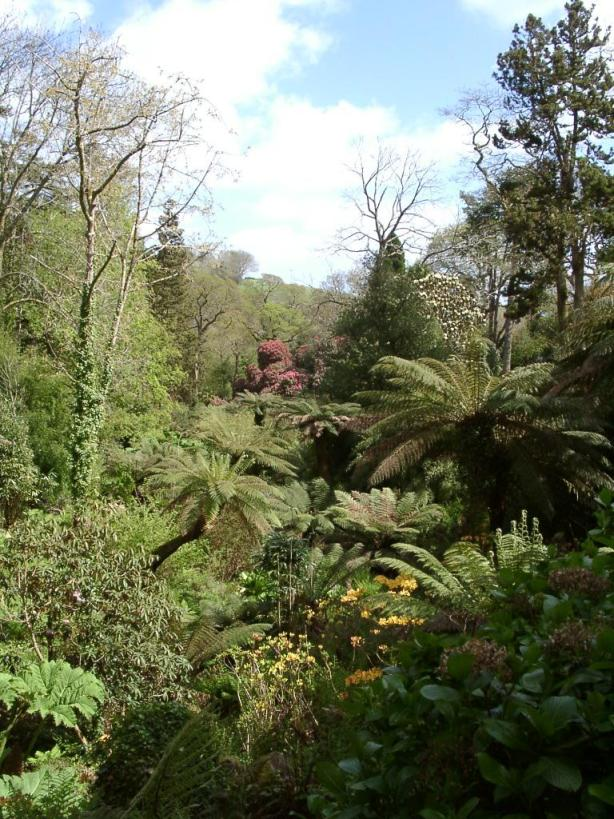
De Jungle in The Lost Gardens of Heligan

The Lost Gardens of Heligan (De Verloren Tuinen van Heligan) is een van populairste botanische tuinen in het Verenigd Koninkrijk. Het is te vinden op acht kilometer ten zuiden van St. Austell, dicht bij Mevagissey (Cornwall). Oorspronkelijk maakten de tuinen vanaf de 16e eeuw deel uit van landgoed Heligan van de familie Tremayne.

Na de Eerste Wereldoorlog, waarin 16 van de 22 tuinlieden omkwamen, vervielen de tuinen door totale verwaarlozing totdat een Tim Smit samen met een groep medestanders besloot de tuin in zijn vroegere glorie te herstellen. De restauratie begon in 1996 en werd op de voet gevolgd in een zesdelige televisieserie uitgezonden door Channel 4. Het bleek een opmerkelijk succes te zijn. Niet alleen de tuinen maar ook de lokale economie kreeg een impuls doordat met het project de werkgelegenheid toenam.
De tuinen voorzien nu in een fabelachtige verzameling van oude, kolossale rododendrons en camellia's. Een reeks meren, gevoed via een ruim 100 jaar oud hydraulisch pompsysteem, zorgt voor hoogst productieve bloemen- en moestuinen. Verder is er een Italiaanse tuin en een groot wild gebied begroeid met subtropische boomvarens, de "Jungle" genaamd. De tuinen hebben Europa's enig bewaarde Pineapple Pit (“Ananaskuil’’), die door toegevoegde rottende mest wordt verwarmd. Op die wijze was het in vroeger tijden mogelijk om in koude gebieden toch ananassen te kweken. De verschillende landschapsstijlen van de tuinen zijn typisch 19e-eeuwse ontwerpen.

## Fotogalerij

Susan Hills sculptuur The Mud Maid
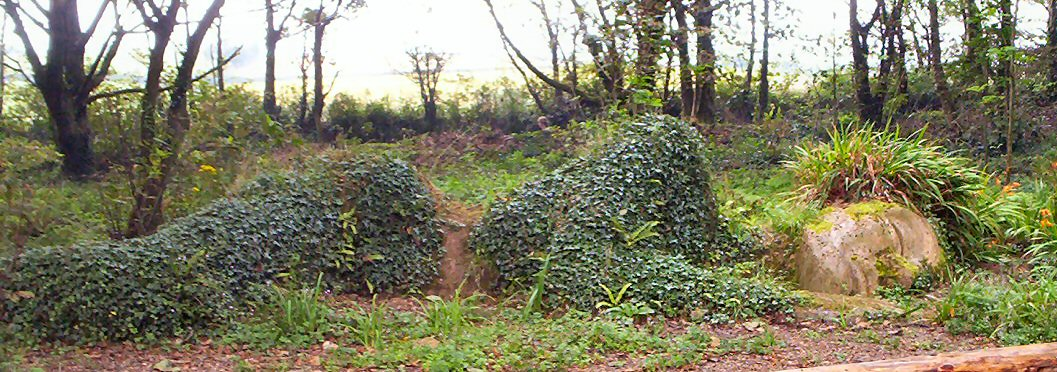
Susan Hills sculptuur The Mud Maid
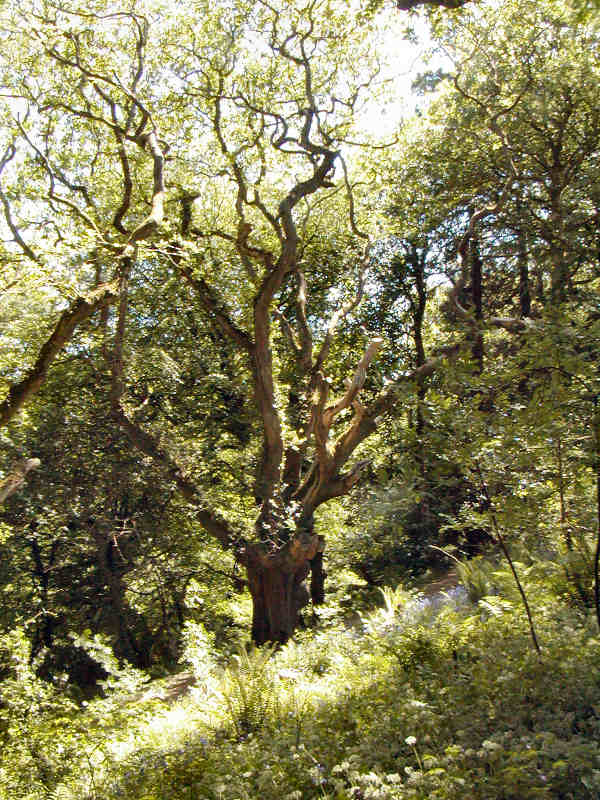
Eiken in de vallei
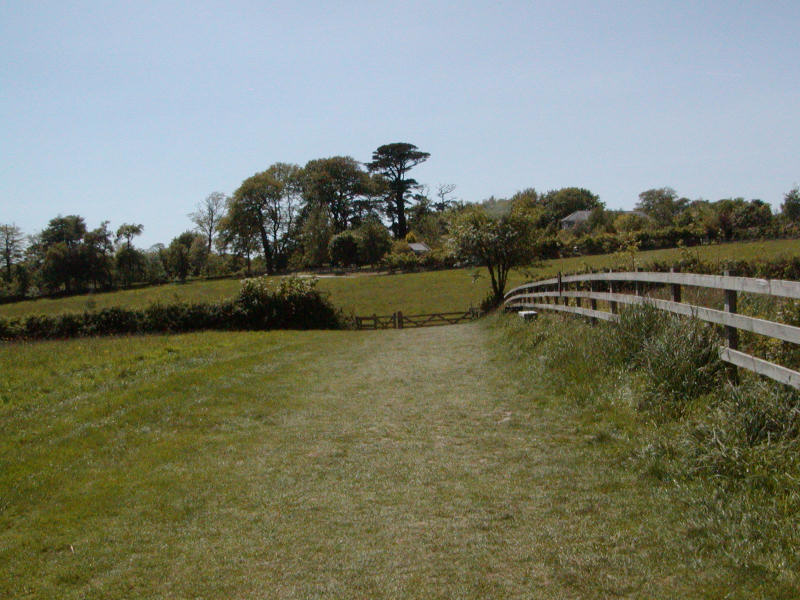
Weiland in Heligan
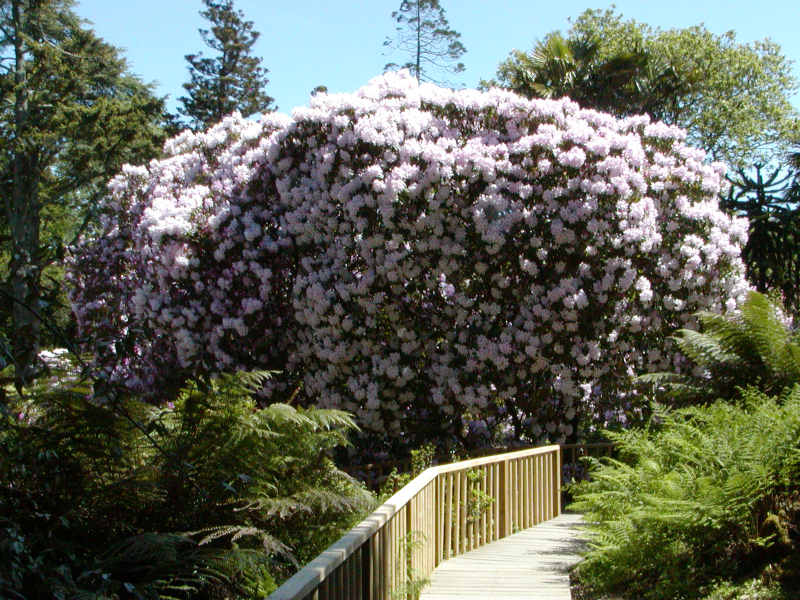
Rododendron in de Jungle
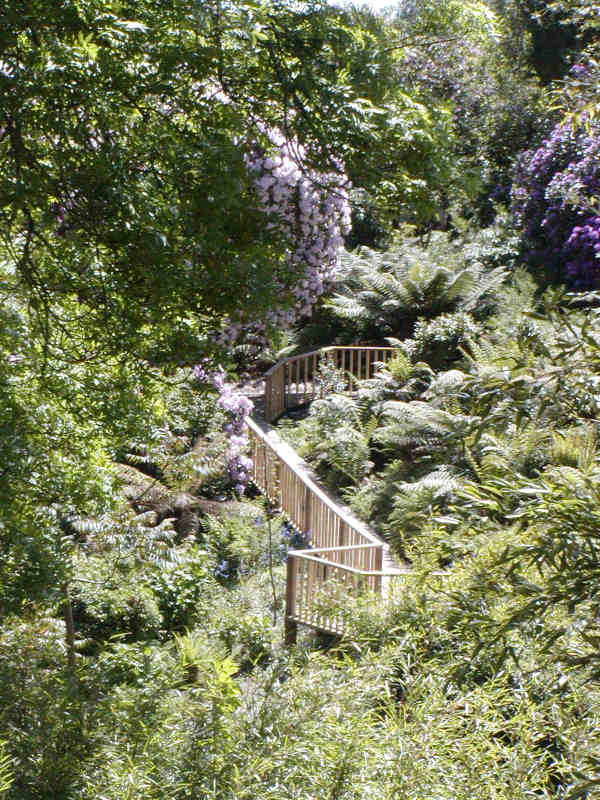
De Jungle
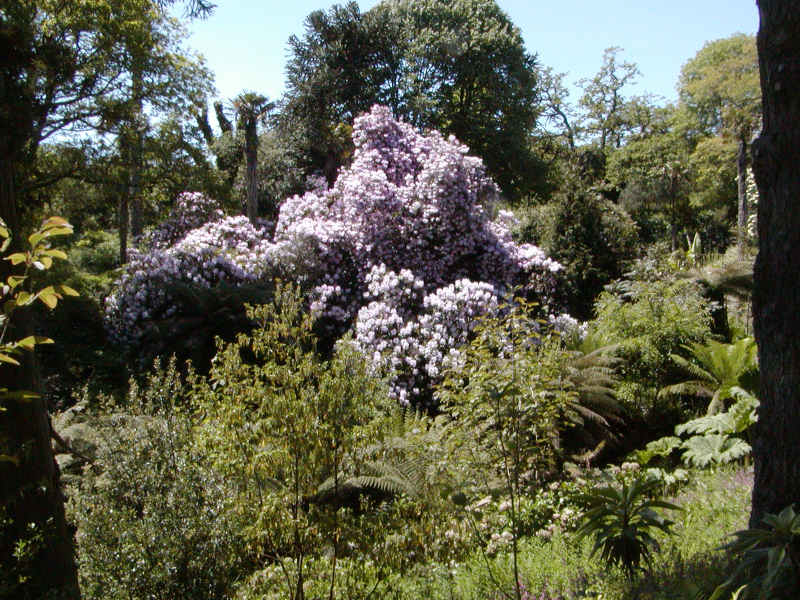
De Jungle
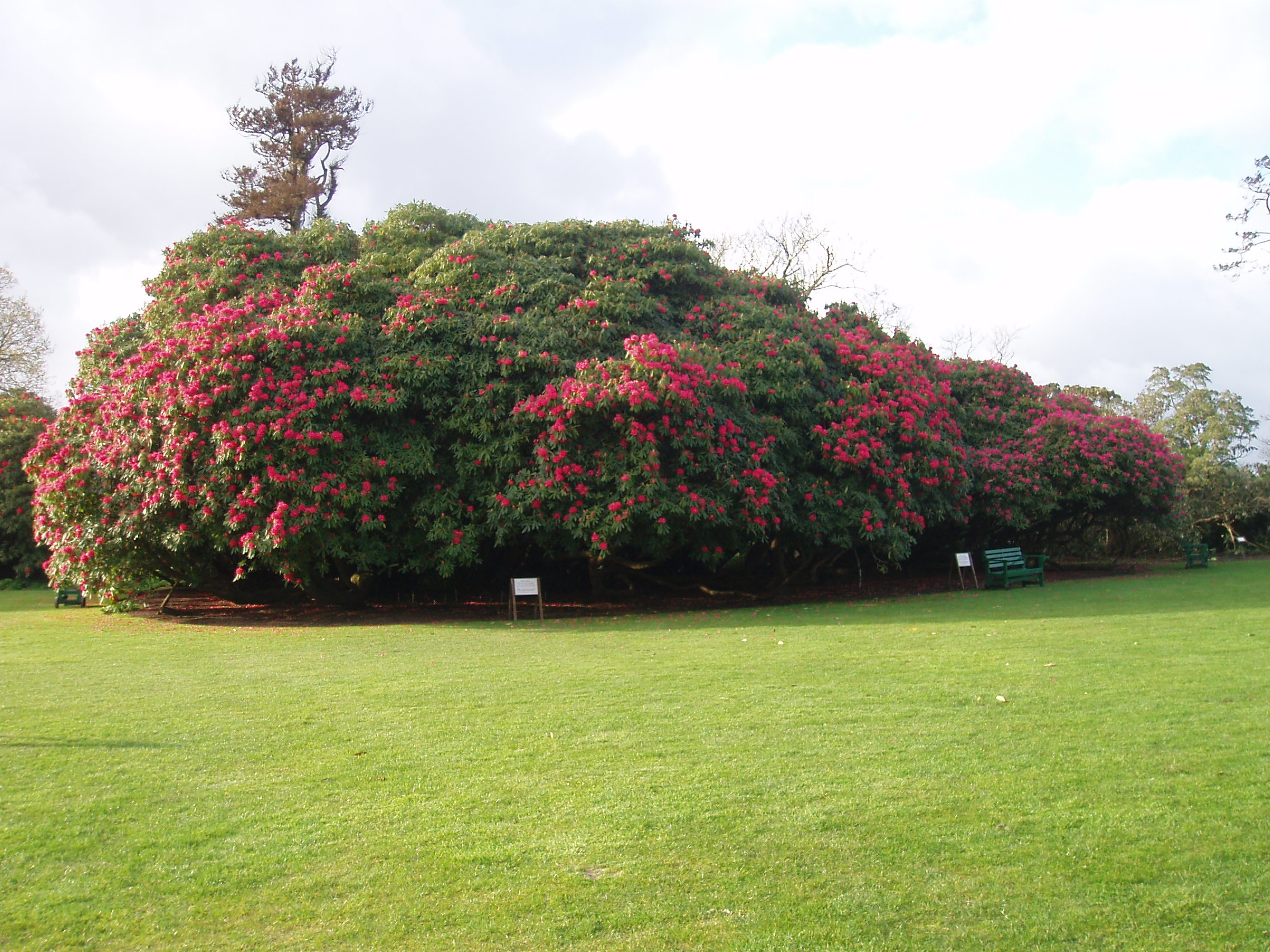
Rododendron, Flora's Green, noordkant
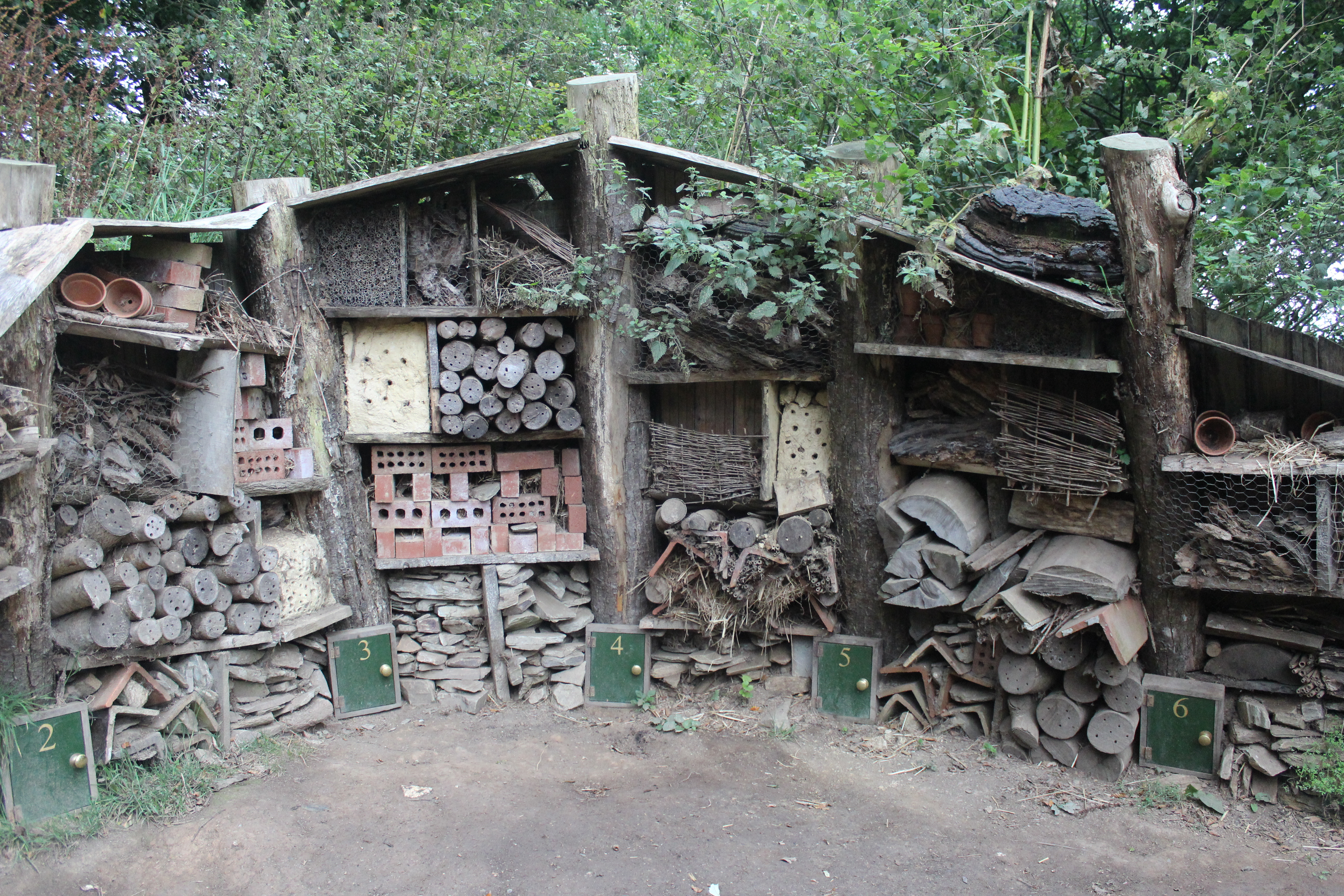
Insectenhotel